# Sankt Augustin-Ort
Sankt Augustin-Ort ist ein Stadtbezirk von Sankt Augustin im nordrhein-westfälischen Rhein-Sieg-Kreis. Er beherbergt ein Kloster der Steyler Missionare sowie einen Großteil des Sankt Augustiner „Zentrums“ mit Rathaus, Konrad-Adenauer-Stiftung, HUMA-Einkaufspark, Kinderklinik und weiteren Büro- und Gewerbegebäuden. Ortsvorsteher von Sankt Augustin-Ort ist seit 2020 Günter Piéla.

## Geographie
Die Bebauung von Sankt Augustin-Ort geht im Norden in die von Mülldorf und im Osten in die von Niederpleis fließend über. Im Süden und Westen grenzen die Stadtteile Hangelar und Menden an, welche geographisch jedoch durch freie Flächen getrennt sind.

## Geschichte

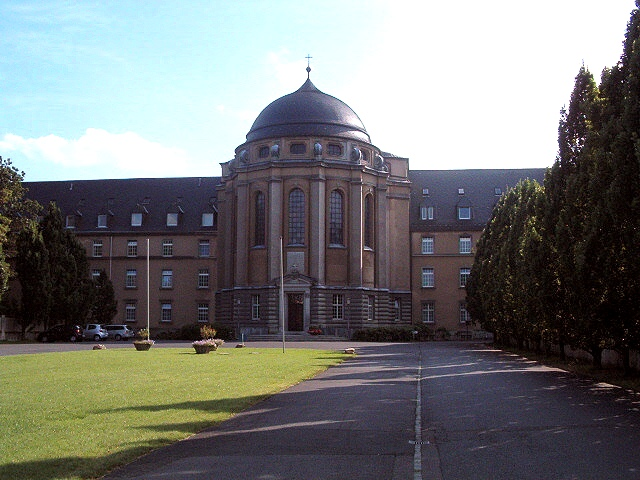
Kloster der Steyler Missionare

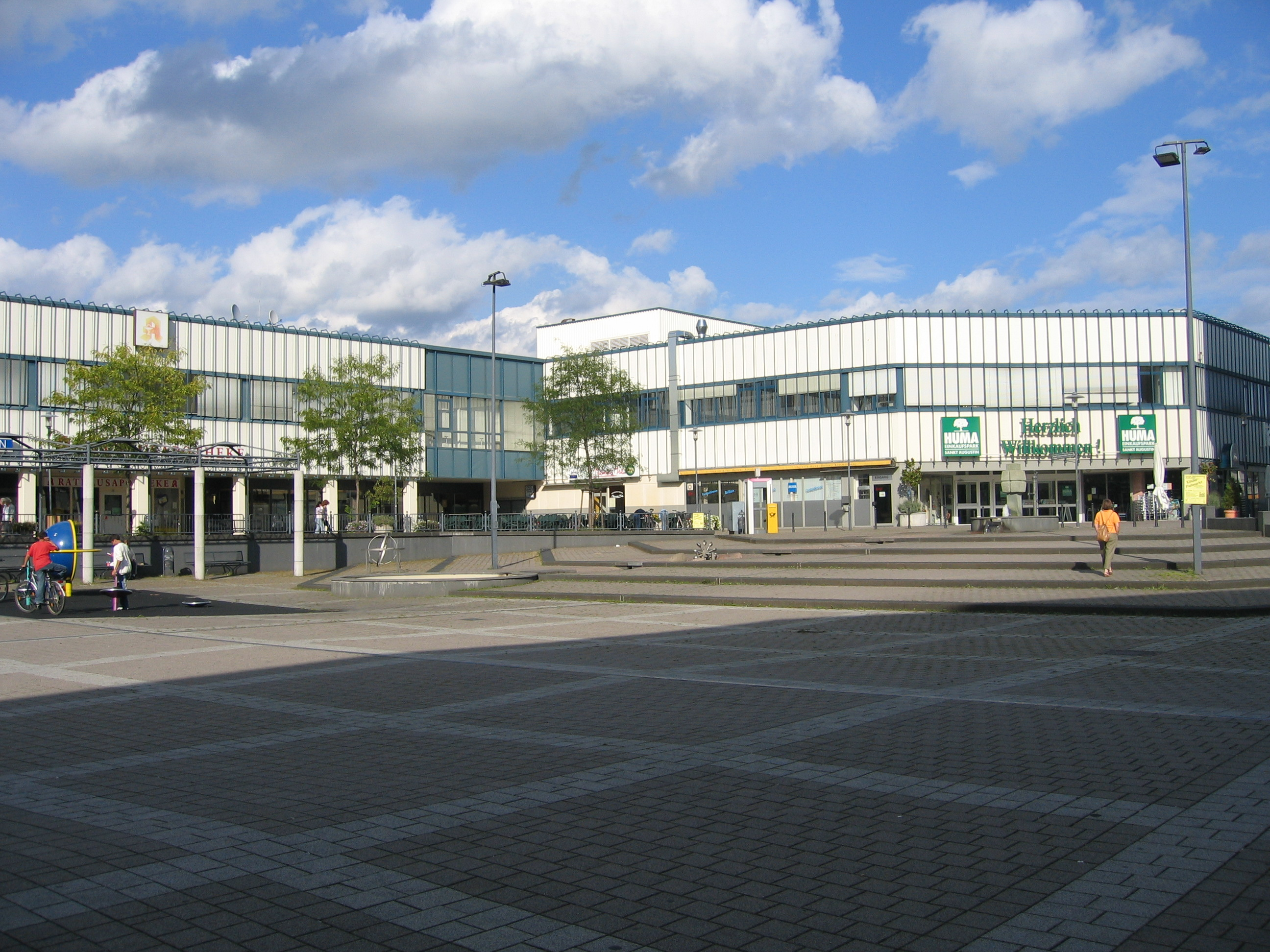
Blick über die Marktplatte auf den HUMA-Einkaufspark

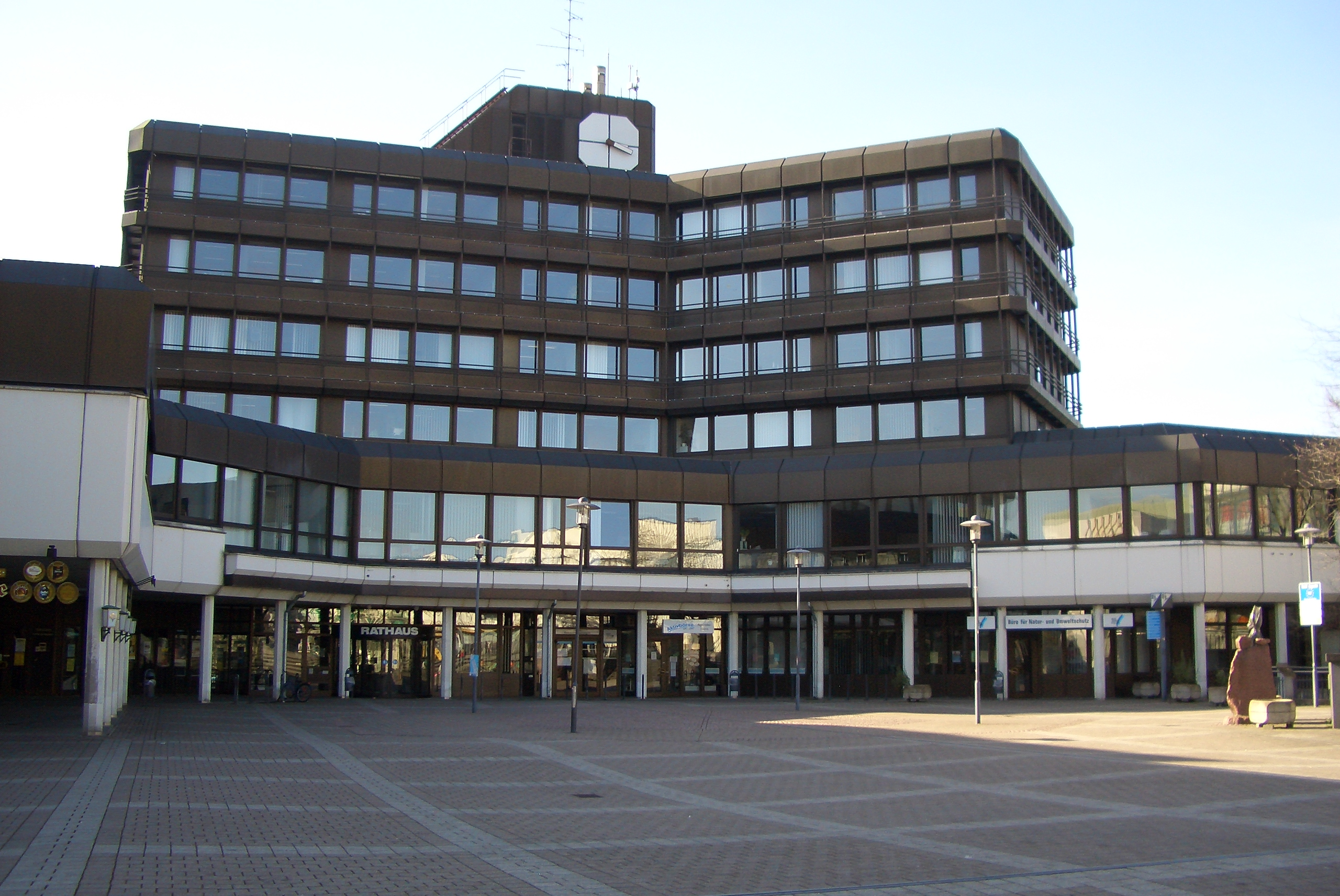
Blick über die Marktplatte auf das Rathaus

Das Gebiet des heutigen Stadtteils Sankt Augustin-Ort lag zuvor im Grenzgebiet der Gemeinden Siegburg-Mülldorf und Hangelar und wurde landwirtschaftlich genutzt. Erste Bebauung trug dieses Gebiet erst, als sich dort Xaver Henroset 1893/1894 an der Kreuzung der Straße von Beuel nach Siegburg und der Straße von Menden nach Niederpleis (heutige Kreuzung der B 56 mit der L 143) niederließ und eine Gastwirtschaft errichtete, die er jedoch erst Jahre später eröffnen konnte. 1902 wurden vier weitere Häuser gebaut. 1911 wurde die Siegburger Bahn eröffnet, die an Henrosets Gasthaus die Haltestelle Niederpleis-Menden erhielt (die heutige Haltestelle Sankt Augustin Kloster). Das Kloster St. Augustin der Steyler Missionare, nach dem sich der Ort später benannte, wurde 1913 bezogen. Der Name „St. Augustin“ lässt sich für den Ort ab 1929 nachweisen, als die „Interessengemeinschaft St. Augustin“ begann, sich für die Bewohner einzusetzen. 1932 war der Ort laut einem Artikel des Bonner General-Anzeigers vom 19. März 1932 auf „47 Häuser mit drei Geschäften und einer Gastwirtschaft“ herangewachsen.
Dadurch, dass 1949 das nahe gelegene Bonn Bundeshauptstadt wurde, erfuhr der Ort Sankt Augustin wie das gesamte Amt Menden (Rheinland) einen enormen Bevölkerungszuwachs. Am 1. Januar 1952 zählte der Ort 1.752 Einwohner, am 1. Januar 1960 2.884 und am 1. Juli 1969 4.532 Einwohner. Mit dem Wachstum des Ortes wurden weitere Einrichtungen benötigt. 1954 wurde die Grundschule eröffnet, 1959 die katholische Kirche St. Maria Königin. Die evangelische Pauluskirche folgte wenig später. Nach der Entstehung der Gemeinde Sankt Augustin 1969 wurde der Ort St. Augustin zum Gemeindeteil Sankt Augustin-Ort.
In den 1970er-Jahren wurde auf dem Gebiet des Stadtteils Sankt Augustin-Ort, genauer auf dem unbebauten Heidenfeld, ein Stadtzentrum für die Gemeinde und spätere Stadt Sankt Augustin errichtet: 1970/1971 wurde die Kinderklinik gebaut, 1971 das Rhein-Sieg-Gymnasium, 1973 die Schule für Körperbehinderte (inzwischen Rheinische Förderschule mit dem Förderschwerpunkt Körperliche und motorische Entwicklung), 1974 das Finanzamt, 1975 die Förderschule für geistig Behinderte und 1976 die Konrad-Adenauer-Stiftung. 1977 wurden das neue Rathaus, der HUMA-Einkaufspark und die Marktplatte fertiggestellt, die das Parkdeck überspannt und Rathaus, HUMA, Konrad-Adenauer-Stiftung und das später fertiggestellte Hotel Regina sowie ein weiteres Büro- und Gewerbegebäude miteinander verbindet.

## Kloster Sankt Augustin
Vom 1913 bezogenen Kloster St. Augustin der Steyler Missionare erhielt der Ort seinen Namen. Die Missionare unterhalten hier ein Priesterseminar und ein Völkerkundemuseum. Der Sitz der Steyler Bank befindet sich ebenfalls dort. Bis 2021 war zudem die philosophisch-theologische Hochschule des Ordens in Sankt Augustin, die seitdem als Kölner Hochschule für Katholische Theologie vom Erzbistum Köln in Köln-Lindenthal betrieben wird.

## Verkehr

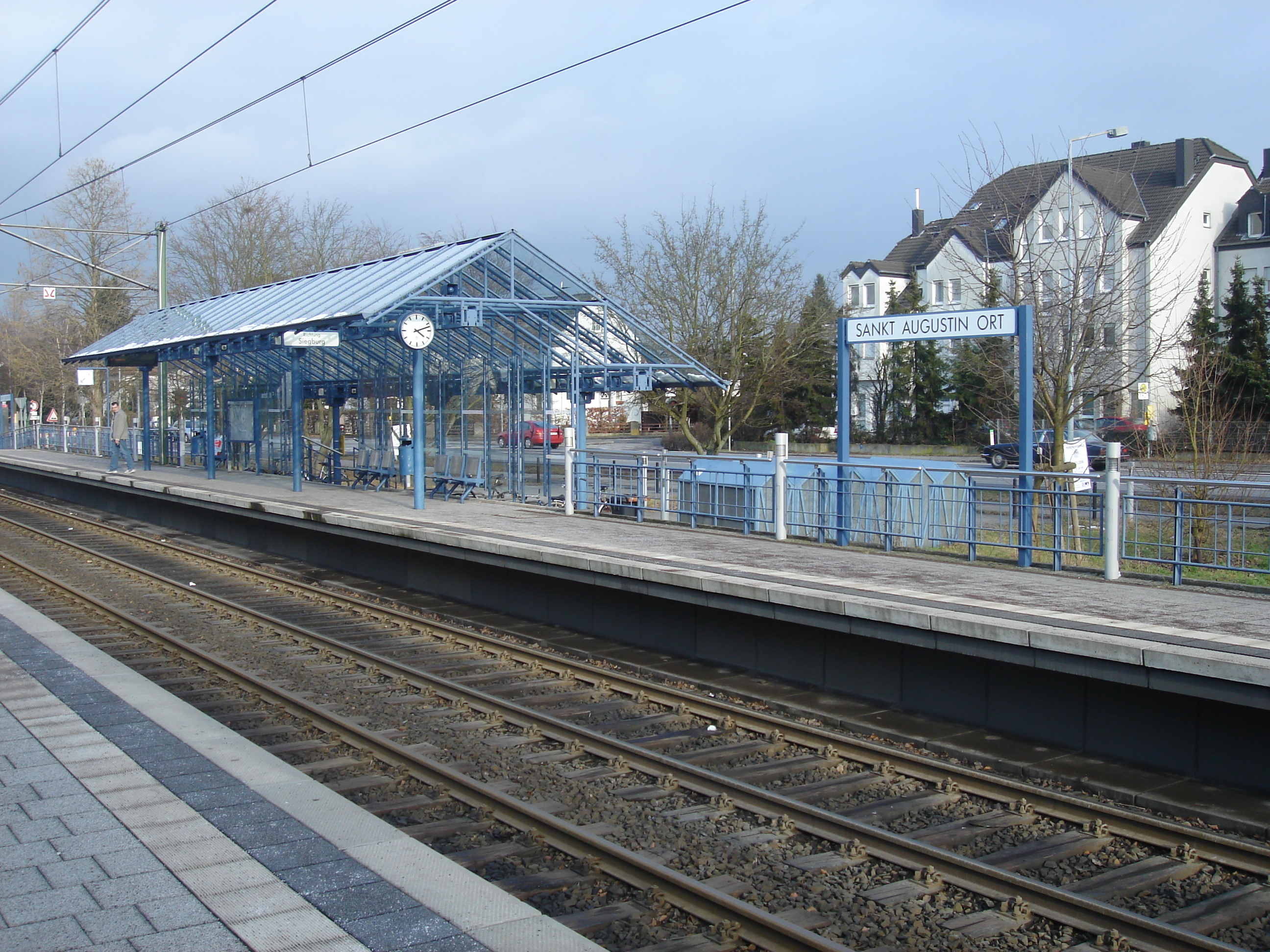
Stadtbahnhaltestelle Sankt Augustin-Ort

Sankt Augustin-Ort liegt an der Siegburger Bahn der Bonner Stadtbahn. Auf dem Gebiet des Stadtteils befinden sich die Haltestellen Sankt Augustin-Ort, Sankt Augustin Kloster und Sankt Augustin Zentrum (Hochschule Bonn-Rhein-Sieg). An letzterer liegt ein Busbahnhof.
Mitten in Sankt Augustin-Ort liegt die Kreuzung der B 56 (Bonner Straße) und der L 143 (Arnold-Janssen-Straße/Hennefer Straße). Über diese Straßen ist es an die nahe gelegenen Autobahnen A 3, A 59 und A 560 angeschlossen.